# Universidad Nacional de Agricultura y Agronomía (Honduras)
La Universidad Nacional de Agricultura es una institución de educación superior de carácter estatal con sede en Catacamas, Olancho, Honduras.

## Historia
La Universidad Nacional de Agricultura (UNA), se encuentra ubicada a 6 km de la ciudad de Catacamas, Olancho a una altitud de 350 m s. n. m. Fue fundada mediante Decreto n.º 35 del 20 de enero de 1950, siendo presidente de Honduras el doctor Juan Manuel Gálvez, a iniciativa de un grupo de visionarios ciudadanos del departamento de Olancho, liderados por Alberto Díaz Osorio, Vicente Alemán y otros de grato recordatorio.
Inicialmente fue identificada con el nombre de “Escuela Granja Demostrativa” y los servicios académicos se abrieron a partir del mes de mayo de 1952; contando con el apoyo financiero del Servicio Cooperativo Interamericano de Educación (SCIDE) por intermedio del STICA, Proyecto Cooperativo de la Secretaría de Agricultura, cuyo titular era el Ingeniero Benjamín Membreño Marín (con este nombre se bautizó el edificio H Grande de la institución).
Hasta 1967, la Escuela formó 434 profesionales con el título de Peritos Agrícolas (programa de 3 años a nivel de ciclo común). A partir del año 1968, la Escuela cambia su denominación por el de Escuela Nacional de Agricultura (ENA) y pasa a la tutela del Ministerio de Educación Pública, con un nuevo nivel académico: Bachiller en Ciencias Agrícolas, el que podía ser obtenido después de cursar tres años de estudios, con el requisito de ingreso de ciclo común general. En este nivel académico se gradúan 410 profesionales.
En 1977, la ENA es objeto de una remodelación, ampliación en su planta física y transformación académica, para adecuarla a las necesidades del país. El 17 de febrero de 1978, mediante Decreto n.º 587, el Estado en Consejo de Ministros acuerda elevar el nivel académico de la ENA a superior no universitario. Con este nivel académico se otorgaba el título de Agrónomo mediante un plan de estudios diseñado para tres años, exigiéndose un título de educación media como requisito de ingreso. En esta etapa se graduaron 680 agrónomos.
Desde 1979 y hasta el 6 de diciembre del año 2001, la ENA depende nuevamente de la Secretaría de Recursos Naturales (hoy Secretaría de Agricultura y Ganadería). Actualmente es una institución descentralizada del Estado de Honduras, categoría que fue adquirida mediante Decreto Legislativo n.º 192-2001. En 1994, por Decreto n.º 200-58-94 , la ENA se incorpora al sistema de educación superior, otorgando desde entonces el título de Ingeniero Agrónomo en el grado de Licenciatura. Este plan de estudios se completa en cuatro años.
En el año 2002, mediante decreto 192-2001, pasa a denominarse Universidad Nacional de Agricultura (UNA), una institución de educación superior con autogobierno dedicada a la formación de profesionales en ciencias agropecuarias y afines. Actualmente la UNA cuenta con cinco carreras universitarias (Ingeniería Agronómica, Tecnología Alimentaria, Recursos Naturales y Ambiente, Medicina Veterinaria y Administración de Empresas Agropecuarias).

## Oferta académica

### Ingenierías
- Ingeniería agronomica
- Ingeniería en Zootecnia

### Licenciaturas
- Administración de empresas agropecuarias
- Tecnología alimentaria
- Medicina veterinaria
- Recursos Naturales y Ambiente